# Andrej Belyj-priset
Andrej Belyj-priset (ryska:Премия Андрея Белого) är ett litterärt pris som består av ett äpple, en rubel och en flaska vodka. Det är uppkallat efter Andrej Belyj som var en inflytelserik författare.
Priset har delats ut sedan 1978 och är därmed det moderna Rysslands äldsta. Det instiftades av tidningen «Часы» ('klocka' eller 'tid') som är en stor samizdat litteraturtidskrift i Leningrad. I priskommittén sitter bland annat Boris Ivanov, Boris Ostanin, Viktor Krivulin och Arkady Dragomoschenko.  De eftersträvar att ge priset till estetisk innovation och experiment i den litterära processen, i olika kategorier. Kategorierna är poesi, prosa, personskildringar, kritik och litterära projekt, översättningar och något man kallar "särskilda förtjänster inom rysk litteraturutveckling".
Sin lekfulla karaktär till trots så har priset varit betydelsefullt. Priset ges till manusförfattare, författare och forskare. Det normala är att priset ges till flera personer varje år. 1982, 1984, 1989, 1990, 1993, 1995 och 1996 utdelades inga pris.
Genom åren har bland andra Andrej Bitov, Sasha Sokolov, Jevgenij Kharitonov, poeten Gennadij Ajgi, Olga Sedakova, Elena Schwartz, forskaren Boris Grojs, kritikern Michail Epstein och sinologen Vladimir Malyavin fått utmärkelsen.
Under 2000-talet har Mikhail Gasparov, Vladimir Toporov, Victor Sosnora, Vladimir Sorokin, Alexander Lavrov, Boris Dubin, Alexander Goldstein, Vsevolod Nekrasov och Natalia Avtonomov fått pris.
Priset delas ut senast 1 december varje år.